# Impulso epimeletico
Con impulso epimeletico si definisce la propensione istintiva dell'essere umano (ma anche dell'animale verso specie differenti dalla sua, in taluni casi) a prendersi cura di esseri allo stato di cuccioli e appartenenti ad altre specie, purché essi presentino determinate caratteristiche morfologiche tipiche di questo stadio dell'evoluzione (dette segnali infantili), quali testa grande e bombata, rotondità, zampe corte, occhi grandi, muso schiacciato, corpo corto.